# Castro de Vila Nova de São Pedro
Vila Nova de São Pedro va ser una civilització  calcolítica de Portugal, a Vila Nova de São Pedro, fregueria situada a la regió al voltant de Lisboa. Va florir entre aproximadament 2600 i 1300 aC. Es caracteritza per la construcció de fortaleses de pedra i una sèrie de trets culturals específics que la diferencien del seu entorn (lúnules, copes rituals, plaques de pissarra amb aparent significat astronòmic, etc.). Està plenament immersa en la cultura megalítica europea (v. megalitisme). Es distingeixen dos períodes:
- Vila Nova I: anterior a aproximadament  2200 aC. Durant tota aquesta etapa i l'inici de la següent, apareix molt vinculada a la cultura espanyola de Los Millares. El comerç o intercanvi amb Escandinàvia (ambre) i Àfrica septentrional (ivori, closca d'ou d'estruç), ja existent des de segles enrere, i prossegueix durant aquesta època.

- Vila Nova II: caracteritzada per la presència del fenomen cultural del vas campaniforme, de caràcter probablement mercantil. Entre 2100 aC i 1900 aC, es converteix en el centre continental d'aquest fenomen. A partir del 1800 aC, amb la substitució de Los Millares per la nova civilització de l'Argar al sud-est espanyol, sembla entrar en lenta decadència. Mentre que El Argar i els grups del sud-oest ibèric incorporen la tècnica del bronze, Vila Nova roman estancada en el Calcolític fins a la seva dissolució en la cultura de la ceràmica brunyida externa, integrada al Bronze atlàntic.